# Жика Митровић
Живорад Жика Митровић (Београд, 3. септембар 1921 — Београд, 29. јануар 2005) био је српски и југословенски филмски редитељ, аутор стрипова и сценариста.

## Стрипско дело
Митровић је каријеру почео као стрипски цртач и сценариста у периоду 1936 — 1941, „Златном добу српског стрипа“, када је био још средњошколац и омладинац. Објављивао је стрипове различитих жанрова у комерцијалним београдским листовима: Мика Миш, Забавник, Паја Патак и Дечје време.
Најпознатији стрипови тог доба су му Јунаци Павлове улице, Хајдук Вељко, Дух прерије, Оркан са истока, Кријумчари људи и Моћ факира. (У филму Савамала из 1982. Митровић је евоцирао стрипско раздобље свог живота.)
После рата, Митровић се бавио првенствено филмом, али је и даље остала веза са стрипом. Стрипски серијал Капетан Леши је адаптација истоименог филма, по сценарију самог Митровића са сарадницима, и цртежом Јулија Радиловића Јулеса. Изашле су четири епизоде у загребачком Плавом вјеснику (1960-1964).
Македонски стрипар Зоран Танев је 2000. објавио стрипску адаптацију Митровићевог филма Мис Стон. Ово издање је први македонски стрипски албум.

## Филмско дело
Митровић је припадао нараштају редитеља који су, непосредно после Другог светског рата, поставили темеље професионално организоване филмске продукције у Србији и Југославији.
Снимао је филмове различитог жанра, а највише је остао упамћен по историјским: Невесињска пушка, Марш на Дрину, Сигнали над градом, Солунски атентатори, Ужичка република и Тимочка буна.
Добитник је више домаћих и међународних признања, међу којима је неколико златних и сребрних арена, Седмојулска и Октобарска награда.
Сахрањен је у Алеји заслужних грађана на Новом гробљу у Београду.

## Филмографија
| Год.  | Назив                                               | Жанр                   | Награда                      |
| ----- | --------------------------------------------------- | ---------------------- | ---------------------------- |
| 1955. | Ешалон доктора М.                                   | ратни (партизански)    |                              |
| 1956. | Последњи колосек                                    | драма, криминалистички |                              |
| 1957. | Потражи Ванду Кос                                   | драма                  |                              |
| 1958. | Мис Стон                                            | драма                  |                              |
| 1960. | Капетан Леши                                        | ратни (партизански)    |                              |
| 1960. | Сигнали над градом                                  | ратни (партизански)    |                              |
| 1961. | Солунски атентатори                                 | историјска драма       |                              |
| 1962. | Обрачун                                             | послератна драма       |                              |
| 1963. | Невесињска пушка                                    | историјска драма       | Сребрна арена за режију      |
| 1964. | Марш на Дрину                                       | ратни                  | Златна арена за режију       |
| 1966. | До победе и даље                                    | ратни (партизански)    |                              |
| 1966. | Горке траве                                         | послератна драма       |                              |
| 1967. | Нож                                                 | криминалистички        |                              |
| 1968. | Операција Београд                                   | ратни (партизански)    |                              |
| 1968. | Брат доктора Хомера                                 | послератна драма       |                              |
| 1970. | Убиство на свиреп и подмукао начин из ниских побуда | криминалистички        |                              |
| 1974. | Ужичка република                                    | ратни (партизански)    | Златна арена за најбољи филм |
| 1982. | Савамала                                            | социјална драма        |                              |
| 1983. | Тимочка буна                                        | историјска драма       |                              |
| 1986. | Протестни албум                                     | криминалистички        |                              |